# Zygoruellia
Zygoruellia, biljni rod u porodici primogovki. Jedini predstavnik je grm Z. richardii, endem na Madagaskaru koji se javlja na više od 5 lokaliteta u provincijama Antsiranana i Mahajanga. 
Rod i vrsta opisane su 1890. godine.